# Elspeth Clement
Elspeth Catherine Clement (Kenia, 19 juni 1957) is een Australisch hockeyster. 
Clement werd in 1988 met de Australische ploeg olympisch kampioen.

## Erelijst
- 1983 -   Wereldkampioenschap hockey[1] in Kuala Lumpur
- 1986 - 6e Wereldkampioenschap hockey[2] in Amstelveen
- 1987 -  Champions Trophy Amstelveen
- 1988 –  Olympische Spelen in Seoel